# SunnyWorld Center
 (mars 2022).
Si vous disposez d'ouvrages ou d'articles de référence ou si vous connaissez des sites web de qualité traitant du thème abordé ici, merci de compléter l'article en donnant les références utiles à sa vérifiabilité et en les liant à la section « Notes et références ».
Le SunnyWorld Center est un gratte-ciel de 260 mètres construit en 2014 à Shenyang en Chine.